# Quasimodo (revue)
Pour les articles homonymes, voir Quasimodo.

La revue Quasimodo pluridisciplinaire, paraît en France depuis 1996 à raison d'un numéro par an, et publie des volumes thématiques autour de l'analyse socio-politique du corps.

## Description
La revue Quasimodo propose une analyse des politiques du corps à travers des contributions de chercheurs de différentes disciplines (philosophes, historiens, journalistes, psychologues ou sociologues). Il s'agit d'étudier comment s’effectue l’incorporation des normes, valeurs et idéologies dominantes ; les inégalités corporelles (face à la santé, à la mort, au sexe, etc.) ; l’étude des institutions et des rites de modelage du corps. Des numéros ont été consacrés au corps dans le sport, aux marquages corporels, au corps de l'étranger, aux corps « en guerre », aux corps incarcérés, etc.